# Leptodactylus heyeri
Leptodactylus heyeri är en groddjursart som först beskrevs av Boistel, Massary och Angulo 2006.  Leptodactylus heyeri ingår i släktet Leptodactylus och familjen tandpaddor. IUCN kategoriserar arten globalt som livskraftig. Inga underarter finns listade i Catalogue of Life.